# Stara Wieś Spiska
Stara Wieś Spiska (słow. Spišská Stará Ves, niem. Alt(en)dorf, węg. Szepesófalu) – miasto na Słowacji w powiecie Kieżmark, w kraju preszowskim.

## Położenie
Miasto leży przy ujściu Rieki do Dunajca, 37 kilometrów od stolicy okresu (odpowiednik polskiego powiatu), przy granicy polsko-słowackiej. Znajduje się u podnóża Magury Spiskiej w etnograficznym regionie zwanym Spiszem.

## Historia

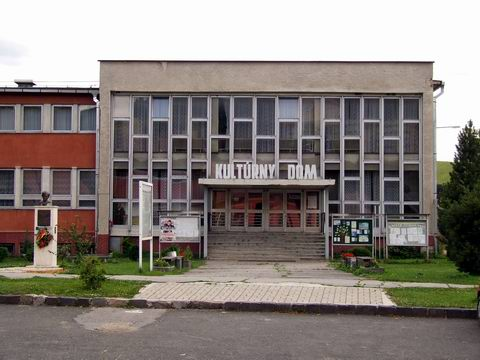
Dom kultury

Miejscowość istniała prawdopodobnie już na przełomie XII i XIII w. W czasie najazdu tatarskiego została doszczętnie zniszczona. Od 1337 r. do XIX w. wchodziła w skład dominium czerwonoklasztorskiego. W 1399 roku Stara Wieś Spiska otrzymała prawa miejskie. W 1385 r. w mieście doszło do pierwszego spotkania Władysława Jagiełły, Witolda oraz Zygmunta Luksemburskiego.
W 1397 roku traktat pokojowy na 16 lat podpisali tu Władysław Jagiełło i Zygmunt Luksemburski.
W 1474 roku w Starej Wsi Spiskiej Maciej Korwin i Kazimierz IV Jagiellończyk podpisali pokój po wojnie o tron węgierski. Do XIX wieku dominującą nacją w okolicy byli Polacy. W 1878 roku miejscowość zniszczył pożar. Do 1960 roku była siedzibą władz powiatu Zamagurze.
W 1992 do miasta przyłączono samodzielną dotychczas wieś Łysa nad Dunajcem.

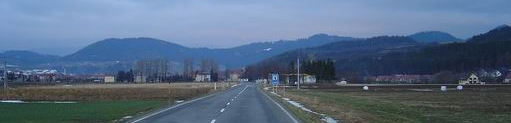
Panorama Starej Wsi Spiskiej, w tle widać polskie Pieniny

## Kultura
W mieście jest używana gwara spiska, zaliczana przez polskich językoznawców jako gwara dialektu małopolskiego języka polskiego, przez słowackich zaś jako gwara przejściowa polsko-słowacka.